# Реприза (фильм)
«Реприза» (норв. Reprise) — драма норвежского режиссёра Йоакима Триера, вышедшая в 2006 году. Его премьера состоялась 3 июля 2006 года на кинофестивале в Карловых Варах. Это первый полнометражный художественный фильм Йоакима Триера.

## Сюжет
В фильме рассказывается о двух друзьях, начинающих писателях, Филлипе и Эрике. Один из них становится знаменитым, в свою очередь рукопись другого отказываются принимать издательства. Но ни один из них не становится счастливым.

## В ролях
| Актёр                | Роль   |
| -------------------- | ------ |
| Андерс Даниэльсен Ли | Филлип |
| Эспен Клуман-Хойнер  | Эрик   |
| Виктория Винги       | Кари   |
| Одд Магнус Уильямсон | Мортен |
| Пал Стокка           | Гейр   |
| Кристиан Перерсен    | Ларс   |

## Награды и номинации
| Год  | Фестиваль / Премия                     | Категория / Награда             | Номинант(ы)          | Результат |
| ---- | -------------------------------------- | ------------------------------- | -------------------- | --------- |
| 2006 | Кинофестиваль в Карловых Варах         | Лучший режиссёр                 | Йоаким Триер         | Победа    |
| 2006 | Кинофестиваль в Карловых Варах         | «Дон Кихот»                     | Карин Юлсруд         | Победа    |
| 2006 | Кинофестиваль в Карловых Варах         | «Хрустальный глобус»            | Андерс Даниелсен Лье | Номинация |
| 2006 | Кинофестиваль в Торонто                | DIESEL Discovery Award          | Йоаким Триер         | Победа    |
| 2007 | Премия «Аманда»                        | Лучший режиссёр                 | Йоаким Триер         | Победа    |
| 2007 | Премия «Аманда»                        | Лучший фильм                    | Карин Юлсруд         | Победа    |
| 2007 | Премия «Аманда»                        | Лучший сценарий                 | Андерс Даниелсен Лье | Победа    |
| 2007 | Премия «Аманда»                        | Лучшая роль второго плана       | Виктория Винги       | Номинация |
| 2007 | Кинопремия Северного Совета            | Лучший фильм                    | Йоаким Триер         | Номинация |
| 2007 | Премия Европейской киноакадемии        | Лучший фильм (зрительский приз) | Йоаким Триер         | Номинация |
| 2007 | Международный кинофестиваль в Стамбуле | Лучший фильм                    | Йоаким Триер         | Победа    |
| 2007 | NatFilm Festival                       | Премия кинокритиков             | Йоаким Триер         | Победа    |
| 2007 | Роттердамский кинофестиваль            | MovieZone Award                 | Йоаким Триер         | Победа    |
| 2007 | Rouen Nordic Film Festival             | «Deuxième Souffle»              | Йоаким Триер         | Победа    |
| 2007 | Rouen Nordic Film Festival             | Приз зрительских симпатий       | Йоаким Триер         | Победа    |
| 2007 | Rouen Nordic Film Festival             | Grand Jury Prize                | Йоаким Триер         | Победа    |
| 2008 | Бодиль                                 | Лучший неамериканский фильм     | Йоаким Триер         | Номинация |